# Мирский район
Мирский район (белор. Мірскі раён) — упразднённая административная единица Барановичской, позже Гродненской области с центром в городском посёлке Мир. Район был образован 15 января 1940 года, упразднён — 17 декабря 1956 года с вхождением в состав Кореличского района.

## Сельсоветы и центры сельсоветов Мирского района[1]
| №№ п/п | Название сельсовета | Наименование центра сельсовета | Расстояние до центра района в км | Число населённых пунктов |
| ------ | ------------------- | ------------------------------ | -------------------------------- | ------------------------ |
| 1      | Еремичский          | д. Еремичи                     | 15                               | 6                        |
| 2      | Жуховичский         | д. Большие Жуховичи            | 12                               | 8                        |
| 3      | Крышиловщинский     | д. Крышиловщина                | 17                               | 5                        |
| 4      | Некрашевичский      | д. Некрашевичи                 | 24                               | 5                        |
| 5      | Оюцевичский         | д. Оюцевичи                    | 4                                | 3                        |
| 6      | Прилукский          | д. Прилуки                     | 4                                | 9                        |
| 7      | Симаковский         | д. Симаково                    | 8                                | 3                        |
| 8      | Синявский           | д. Синявская Слобода           | 16                               | 3                        |
| 9      | Скоричский          | д. Скоричи                     | 12                               | 7                        |
| 10     | Слободский          | д. Большая Слобода             | 22                               | 4                        |
| 11     | Турецкий            | д. Турец                       | 14                               | 10                       |
| 12     | Ушанский            | д. Уша                         | 10                               | 5                        |

## История
В Мирском замке в 1939—1941, 1944—1950 годы находилась сапожная артель «Новая жизнь», а также проживали местные жители, чьи дома были уничтожены войной. По состоянию на июнь 1950 года в Мирском замке проживало 119 человек, в том числе 23 ребенка в возрасте до 7 лет. Земельный участок под строительство павильона артели «Новая жизнь» был выделен только в мае 1956 года. Последняя семья выселилась из замка только в 1962 году.
После освобождения Беларуси в Мире был открыт детский дом им. Зои Космодемьянской. Однако послевоенное сложное положение сказывалось и на содержании детей, которые остались без родителей.
Остро в послевоенное время стоял вопрос восстановления жилых домов. По состоянию дел на начало 1946 года была приведена статистика по жилым крестьянским домам в Мирском районе. Указывалось, что в довоенное время было зарегистрировано 520 крестьянских домов, из которых 344 уничтожены во время войны, 56 на тот момент отстроены, 108 построены заново.
Последствия войны привели к расширению и открытию новых отделений в районной больнице. В августе 1946 года было принято передать каменный дом, занимаемый конторой МТС, для организации в нем хирургического отделения. Причины открытия аргументировались большим количеством инвалидов войны (420 человек), определенной отдаленностью от областного центра, отсутствием хирургической помощи, рядом случаев заболеваний со смертельным исходом. К 1949 году в Мире дополнительно было открыто инфекционное отделение. Однако на тот момент больница не имела рентгеновского кабинета, а также не была укомплектована врачами узкой специальности, отсутствовал санпропускник при родильном отделении, имелись случаи грубого отношения с больными и отказа в приеме в больницу. В 1953 году по улице 17 Сентября под районную аптеку было передано недостроенное кирпичное здание.
В конце 1940-х гг. в Мире действовали 2 школы: Белорусская средняя школа с количеством классов – 18 и Русская неполная средняя школа с количеством классов – 8. В августе 1950 года было передано под среднюю школу двухэтажное каменное здание.
Особым событием у местных жителей стало строительство моста через реку Миранка по дороге Минск–Волковыск, окончание которого было запланировано на 15 июня 1949 года.
В связи с тем, что все население католического вероисповедания Мирского района, за исключением 5 человек, выехало в Польскую Республику, здание костёла бездействовало и никаких богослужений в нём не проводилось, исполком Мирского райсовета просил Барановичский областной Совет депутатов трудящихся ходатайствовать перед Советом Министров БССР о передаче здания бывшего костёла под районный дом соцкультуры.
28 апреля 1950 года был составлен акт осмотра Николаевского костела, в результате чего было принято решение о разборке башни до уровня карниза общего здания ввиду того, что участились случаи падения с высоты обветривавшегося кирпича. В итоге районному дому культуры было передано кирпичное здание по улице Красноармейской в феврале 1951 года, ремонт в котором был окончен только в 1957 году.
Парк около Мирского замка в течение нескольких десятилетий оставался любимым местом отдыха жителей Мира. В 1953 году по решению исполнительного комитета Мирского районного Совета депутатов трудящихся было принято его благоустроить: проложить дорожки, устроить площадку для массовых гуляний, оборудовать и открыть лодочную станцию, площадки для волейбольных, футбольных и других игр, сделать ворота у входа в парк.
В Мире во второй половине 1940-х гг. действовал кинотеатр, директором которого в 1949 году была назначена Л.Р.Воронович, сменив П.Г.Гришина. Также работала редакция и типография районной газеты «Сцяг свабоды». Активным сотрудником газеты был белорусский советский писатель и переводчик, Народный писатель Белорусской ССР (1981) — Янка Брыль. Летом 1953 года была открыта детская библиотека.